# Saverio Mercadante
Giuseppe Saverio Raffaele Mercadante (16. september 1795 – 17. december 1870) var en italiensk komponist, der især beskæftigede sig med opera.

## Biografi
Mercadante har aldrig fået international berømmelse som Gaetano Donizetti eller Gioacchino Rossini, men han komponerede en lige så imponerende række af værker, og hans udvikling af operagenrens melodiske stil og orkestrering har været et væsentligt fundament for Giuseppe Verdis dramatiske teknik. 

### Tidlige år
Mercadante blev født i Altamura i nærheden af Bari i den italienske Puglia-provins. Han studerede fløjte, violin og komposition ved konservatoriet i Napoli og organiserede koncerter der. Operakomponisten Gioacchino Rossini sagde rosende til konservatoriets direktør, Niccolò Antonio Zingarelli, "Caro Maestro, vi faccio
i miei complimenti per questo vostro allievo. Le sue due composizioni mi danno seriamente a pensare, e vedo bene che i vostri alunni cominciano dove noi terminiamo" ("Kære Maestro, mine komplimenter til denne Deres studerende. Hans to kompositioner giver mig virkelig noget at tænke over, og jeg kan godt se, at deres alumner begynder der, hvor vi slutter"). I 1817 fik han opgaver som dirigent og komponerede desuden en række symfonier og koncerter for forskellige instrumenter – herunder seks for fløjte omkring 1818-1819 som formentlig blev uropført med ham som solist på konservatoriet i Napoli.. 
Rossinis opmuntring førte ham til at komponere operaer. Han vandt stor succes med sit andet værk, Violenza e Constanza, i 1820. Hans næste tre operaer er mere eller mindre glemt, men en forkortet indspilning af Maria Stuarda, Regina di Scozia blev udstedt af Opera Rara i 2006. Hans næste opera, Elisa e Claudio, blev en kæmpesucces og er også lejlighedsvis blevet opført i det 20. århundrede. 
Han arbejdede en tid i Wien, Madrid, Cadiz og Lissabon, men vendte tilbage til Italien i 1831. Han blev inviteret til Paris af Rossini i 1836, hvor han komponerede I Briganti for fire af de mest kendte sangere på den tid, Giulia Grisi, Giovanni Battista Rubini, Antonio Tamburini og Luigi Lablache, som alle arbejdede tæt sammen med Bellini. Mens han var i Paris, fik han mulighed for at høre operaer af Giacomo Meyerbeer og Ludovic Halévy, som øvede en stærk indflydelse på ham, især sidstnævntes La Juive. Denne indflydelse førte til at han lagde større vægt på det dramatiske. 

### Tilbagekomsten til Italien i 1831
Da Mercadante vendte tilbage til Italien efter at have boet i Spanien og Portugal, var det Donizettis musik, der dominerede i Napoli, en dominans der ikke endte, før censuren skabte problemer for Poliuto. Men Mercadantes stil begyndte at ændre sig med opførelsen af I Normanni en Parigi på Teatro Regio i Torino i 1832. Det var med dette partitur, at Mercadantes musikalske dramaturgi begyndte at vise frem mod Verdi.
Den begyndende såkaldte "reformbevægelse", som Mercadante var en del af, opstod efter offentliggørelsen af et manifest af Giuseppe Mazzini, som han skrev i 1836, Filosofia della Musica.
I perioden efter 1831 komponerede han nogle af sine vigtigste værker. Disse omfattede Il giuramento, der blev uropført på Teatro alla Scala i november 1837. Operaen havde var slående og nyskabende: 
"... den markerer det første vellykkede forsøg i en italiensk opera med premiere i Italien på at fratage prima donnaen, eller en anden stjernesanger, den indtil da umistelige ret at få scenen for sig selv til sidst. Ved at gøre dette tildelte Mercadante, hvad der skulle blive dødsstødet for bel canto-alderen".
Tidligt det følgende år, mens han skrev på Elena da Feltre (som fik premiere i januar 1839), skrev Mercadante til Francesco Florimo om sine ideer om, hvordan en opera skulle struktureres efter den "revolution", han havde indledt i sin tidligere opera: 
"Jeg har fortsat den revolution, jeg begyndte med Il giuramento: forskellige former, cabalettaer forvist, crescendoer ud, forenklede vokallinjer, færre gentagelser, mere originalitet i kadencerne, mere respekt for dramaet, rig orkestrering men ikke således at stemmerne oversvømmes, ingen lange soloer i ensembler (de tvinger blot andre dele i baggrunden til skade for handlingsgangen), få messingslag og meget mindre messingorkester"..
En kritiker har rost Elena da Feltre i høje vendinger:
"Et værk med en dristig harmonik, fint og originalt orkestreret, som pludselig giver mening til den ofte citerede sammenligning mellem Mercadante og Verdi. Det har den overordnede sammenhæng, man ser efter og finder i Verdis mellem- og slutperiode – overraskende for Elena da Feltre er fra 1838, året før Verdis første opera".
Mercadante stod en kort tid i spidsen for Italiens komponister, omend han snart blev overgået af Giovanni Pacini med Saffò og Giuseppe Verdi, der var aktuel med flere operaer, især Ernani. 

### Senere værker
Nogle af Mercadantes senere værker, især Orazi e Curiazi, var også ret vellykkede. Der var mange opførelser af hans operaer i hele det 19. århundrede, og det er blevet bemærket, at nogle af dem har fået langt flere opførelser end Verdis tidlige operaer over samme periode.. Han har desuden komponeret flere instrumentale værker i sit liv end de fleste af sine samtidige..
Fra 1863 var han næsten helt blind. 
I årtierne efter hans død i Napoli i 1870 gik hans produktion i glemmebogen, men hans værker er lejlighedsvis blevet genopført og indspillet siden Anden Verdenskrig, selv om de endnu ikke har opnået noget, der ligner den popularitet, som hans lidt yngre samtidige Donizetti og Bellini nyder i dag.
Den franske solist Jean-Pierre Rampal har indspillet flere af Mercadantes koncerter for fløjte og strygeorkester, herunder den store og romantiske e-mols-koncert, som siden har vundet en vis popularitet blandt koncertfløjtenister.

## Operaer
- L'apoteosi d'Ercole (19. august 1819, Teatro S. Carlo, Napoli)
- Violenza e Costanza, ossia i falsi monetari (19. januar 1820, Teatro Nuovo, Napoli) [også som: Il Castello dei spiriti (1825, Lissabon)]
- Anacreonte i Samo (1. januar 1820, Teatro S. Carlo, Napoli)
- Il geloso ravveduto (oktober 1820, Teatro Valle, Rom)
- Scipione i Cartagine (26. december 1820, Teatro Argentina, Rom)
- Maria Stuarda regina di Scozia (29. maj 1821, Teatro Comunale, Bologna)
- Elisa e Claudio, ossia L'amore protetto dall'amicizia (30. oktober 1821, Teatro alla Scala di Milano)
- Andronico (26. december 1821, Teatro La Fenice, Venedig)
- Il posto abbandonato, ossia Adele ed Emerico (21. september 1822, Teatro alla Scala di Milano)
- Amleto (26. december 1822, Teatro alla Scala di Milano)
- Alfonso ed Elisa (26. december 1822, Teatro Nuovo, Mantova) [rev. som: Aminta ed Argira (1823, Reggio Emilia)]
- Didone abbandonata (18. januar 1823, Teatro Regio, Torino)
- Gli sciti (18. marts 1823, Teatro S. Carlo, Napoli)
- Costanzo ed Almeriska (22 November 1823, Teatro S. Carlo, Napoli)
- Gli Amici di Siracusa (1824/07/02 Teatro Argentina i Rom)
- Doralice (1824/9/18 Karntnertortheater, Wien)
- Le nozze di Telemaco ed Antiope (5. november 1824, Karntnertortheater, Wien) [pasticcio]
- Il Podestà di Burgos, ossia Il Signore del Villaggio (den 20. november 1824, Karntnertortheater, Wien)
- Nitocri (26. december 1824, Teatro Regio, Torino)
- Ipermestra (29 december 1825, Teatro S. Carlo, Napoli)
- Erode, ossia Marianna (12. december 1825, Teatro La Fenice, Venedig)
- Caritea, regina di Spagna (Donna Caritea), ossia La morte di Don Alfonso re di Portogallo (21. februar 1826 Teatro La Fenice, Venedig)
- Ezio (3. februar 1827, Teatro Regio, Torino)
- Il Montanaro (16. april 1827, Teatro alla Scala di Milano)
- La testa di bronzo, ossia La capanna solitaria (3. december 1827, Barone di Quintellas privatteater i Laranjeiras, Lissabon) [libretto skrevet 1816 for Soliva]
- Adriano i Siria (24. februar 1828, Teater S. Carlos, Lissabon)
- Gabriella di Vergy (8. august 1828, Theatre S. Carlos, Lissabon) [rev: 1832, Genova]
- La rappresaglia (21. februar 1829 Teatro Principal, Cadiz)
- Don Chisciotte Allé nozze di Gamaccio (10. februar 1830, Teatro Principal, Cadiz)
- Francesca da Rimini (1831, formentlig uopført)
- Zaira (31. august 1831, Teatro S. Carlo, Napoli) [libretto skrevet 1829 for Bellini]
- I Normanni en Parigi (7. februar 1832, Teatro Regio, Torino)
- Ismalia, ossia Amore e morte (27. oktober 1832, Teatro alla Scala di Milano)
- Il Conte di Essex (10. marts 1833, Teatro alla Scala di Milano)
- Emma d'Antiochia (8. marts 1834, Teatro La Fenice, Venedig)
- Uggero il Danese (11. august 1834, Teatro Riccardi, Bergamo)
- La gioventù di Enrico V (25. november 1834, Teatro alla Scala di Milano)
- I due Figaro (26. januar 1835, Teatro Principe, Madrid) [komponereet 1826]
- Francesca Donato, ossia Corinto distrutta (14. februar 1835, Teatro Regio, Torino) [rev.1845, Teatro S. Carlo, Napoli]
- I Briganti (22. marts 1836, Théâtre Italien, Paris) [rev. med tilføjelser 1853]
- Il giuramento (3. november 1837, Teatro alla Scala di Milano)
- Le grund illustri rivali (3. oktober 1838, Teatro La Fenice, Venedig)
- Elena da Feltre ( 1 januar 1839, Teatro S. Carlo, Napoli)
- Il Bravo (La Veneziana) (9. marts 1839, Teatro alla Scala di Milano)
- La vestale (10. marts 1840, Teatro S. Carlo, Napoli)
- La solitaria delle Asturie, ossia La Spagna ricuperata (12. marts 1840, Teatro La Fenice, Venedig)
- Il proscritto (4. januar 1842, Teatro S. Carlo, Napoli)
- Il reggente (2. februar 1843, Teatro Regio, Torino) [rev. med tilføjer. 11 november 1843, Trieste]
- Leonora (5. december 1844, Teatro Nuovo, Napoli)
- Il Vascello de Gama (6. marts 1845, Teatro S. Carlo, Napoli)
- Orazi e Curiazi (10. november 1846, Teatro S. Carlo, Napoli)
- La schiava saracena, ovvero Il Campo di Gerosolima (26. december 1848, Teatro alla Scala di Milano) [rev. 1850 Teatro S. Carlo, Napoli]
- Medea (3. januar 1851, Teatro S. Carlo, Napoli)
- Statira (8. januar 1853, Teatro S. Carlo, Napoli)
- Violetta (10. januar 1853, Teatro Nuovo, Napoli)
- Pelagio (12. februar 1857, Teatro S. Carlo, Napoli)
- Virginia (7. april 1866, Teatro S. Carlo, Napoli) [komponeret december 1849 – marts 1850]
- L'orfano di Brono, ossia Caterina dei Medici [kun første akt]